# NA-2011
Es la Carretera del Puerto de Larrau. Pertenece a la Ruta Internacional del Puerto de Larrau, de la cual es enlace entre los dos países.

## Recorrido
| Denominación | Kilómetro | Salida | Carretera | Dirección            |
| ------------ | --------- | ------ | --------- | -------------------- |
| NA-2011      | 0         |        | NA-140    | Uztárroz Isaba/Izaba |
| NA-2011      | 10        |        | D-26      | Larrau               |

- Datos: Q12264042